# Miodrag Kadija
Miodrag Kadija (in serbo Миодраг Кадия?; Cettigne, 27 settembre 1962) è un allenatore di pallacanestro montenegrino.

## Carriera
Ha allenato prevalentemente in Montenegro, Serbia e Macedonia del Nord. Con la rappresentativa nazionale di Serbia e Montenegro under 16 ha vinto il titolo europeo nel 2003. Successivamente è stato allenatore della rappresentativa under 18 del Montenegro.
Alla guida del Lovcen, club della sua città natale in cui ha allenato per 7 anni, ha disputato la Coppa Korać, oltre a battere tutti i più grandi club della ex jugoslavia (Partizan Belgrado, Stella Rossa, Buducnost Podgorica, etc.). Come capo allenatore del Buducnost Podgorica, ha disputato l'Eurolega e la Lega adriatica.